# ザムトゲマインデ・レーデン
ザムトゲマインデ・レーデン (ドイツ語: Samtgemeinde Rehden) は、ドイツ連邦共和国ニーダーザクセン州ディープホルツ郡に属すザムトゲマインデ（集合自治体）である。ここでは、5つの町村の行政事務を集約して処理している。このザムトゲマインデの行政運営機関はレーデンにある。

## 地理

### 位置
ザムトゲマインデ・レーデンは郡庁所在地ディープホルツのすぐ東側に隣接している。ザムトゲマインデ・レーデンは、耕作地のある農場によって区切られた牧歌的な泥湿地や森林の中にある。

### 領域の広がり
- 海抜: 34 - 77 m
- 東西の最も広がった箇所の距離: 15 km
- 南北の最も広がった箇所の距離: 15.5 km
- 郡庁所在地ディープホルツまでの距離: 8 km

### ザムトゲマインデの構成
このザムトゲマインデは以下の5町村からなる。括弧内はニーダーザクセン州統計局による2015年12月31日時点の推定人口である。
|  | 1. バルファー（1,049人） 2. ディッケル（462人） 3. ヘムスロー（563人） 4. レーデン（2,055人） 5. ヴェッチェン（1,758人） |

## 歴史
ザムトゲマインデ・レーデンは、1972年に自由意思に基づき形成され、バルファー、ディッケル、ヘムスロー、レーデン、ヴェッチェンの5町村からなる。
完全に統合して単一自治体として改編する議論が2019年になされた。2020年3月と4月にザムトゲマインデ議会およびバルファー、ヘムスロー、レーデン、ヴェッチェンの町議会は全会一致で改編に賛成の決議を行ったが、ディッケルの町議会は 4:3 でこれに反対した。すべての参加自治体の合意が必要であったため、この計画は失敗に終わった。一部の住民はディッケル町議会が民意を反映していないとして住民投票を要求した。激しい議論の末、住民投票が行われた。投票率は 80 % を超えた。結果は、議会での決議を 55 % が支持したため、単一自治体への改編は行われなかった。

## 住民

### 人口統計
- 女性: 50.94 %
- 男性: 49.06 %
- 0 – 5 歳: 5.9 %
- 6 – 17 歳: 11.5 %
- 18 – 29 歳: 14.1 %
- 30 – 49 歳: 26.1 %
- 50 – 64 歳: 23.3 %
- 65 歳以上: 19.1 %

2018年8月31日現在

## 行政

### ザムトゲマインデ議会
ザムトゲマインデ・レーデンの議会は、18議席で構成される。これは人口6,001人から7,000人のザムトゲマインデにおける議員定数である。議員は5年ごとに住民の選挙で選出される。
ザムトゲマインデの議会では、議員の他に専任のザムトゲマインデ長も投票権を有している。
ザムトゲマインデ長は、マグヌス・キーネ（無所属）が務めている。

### 紋章
このザムトゲマインデの紋章は、金地に、5本の黒い穂をつけ、6枚の葉を持つ緑色の葦の束。
葦の束は、地名 Rehden の語源である Reet、Redun、Rohr、Schilf（いずれも葦の仲間）を表している。5本の穂は、ザムトゲマインデを構成する5町村を表す。穂は6枚の葉によって束ねられている。これは一体となったザムトゲマインデの連携を目に見える形で象徴している。

## 文化と見所
ザムトゲマインデの南にある高層湿原は、大部分が自然・景観保護区となっている。この高層湿原では、羊の群の他に、珍しい鳥類や植物を見ることができる。たとえば、モウセンゴケ属あるいはワタスゲ属などである。ヘムスローアー・ベルクやディッケラー・ベルクのまだ手つかずの森林地域が、比較的平坦な土地の景観を遮っている。シュテムヴェーダー・ベルク、デュンマー湖、ダンマー丘陵といった近郊保養地がわずかな距離にある。

## 経済と社会資本

### 経済
このザムトゲマインデでは、主に農業が営まれている。住民が基本的に必要とする物やサービスをカバーするための施設はバルファー、レーデン、ヴェッチェンにある。商業施設やサービス施設も需要に応えている。
このザムトゲマインデは2006年1月1日時点で193万ユーロの負債を背負っていた。これは翌年には縮小した。2013年に利息を払うための債務はなくなった。2015年の残りの債務は45,960ユーロであった。

### 健康・医療
ザムトゲマインデ・レーデンには地域厚生ステーションがある。医療は4名の一般医（レーデンとヴェッチェンの実践医）、2名の歯科医、1軒の薬局、1軒の言語聴覚療法施設、1軒のマッサージ施設、1軒の理学療法施設が担っている。

### 教育
ザムトゲマインデ・レーデンの基礎課程学校はレーデンにあり、ヴェッチェンに分校がある。レーデンにはオーバーシューレもある。さらに上級の学校は 8 km 離れたディープホルツにある。すべての学校所在地は全日制に対応している。メンザはヴェッチェンとレーデンにある。
ザムトゲマインデ内にはヘムスローとレーデンに幼稚園が2園ある。後者は1996年にレーデンが運営を引き受けた。ここでは2008年に託児所の建設を開始し、2009年に完成した。ヘムスロー幼稚園の敷地では2014年に3歳までの幼児を預かる託児所が設けられた。地元の幼稚園に隣接する森は、10年以上前から、「森のようちえん」のためのエリアとして利用されている。バルファー基礎課程学校の閉校後、その校舎は2019年に託児所、保育園、および老人のための施設に改築された。

### レジャー施設
構成町村のすべてに、たとえばスポーツ広場、テニスコート、体育館、射撃場、グリル小屋といったレジャー施設がある。
レーデンでは2014年に専門的なサポートのある青年レジャー施設が設け荒れた。

### 交通
連邦道 B214号線リンゲン - ディープホルツ - ニーンブルク/ヴェーザー、B239号線レーデン - ヴァーゲンフェルト - ヘルフォルト、および多くの州道、郡道が通るこのザムトゲマインデは、良好な地域交通網で結ばれている。B214号線を経由して 25 km 離れたホルドルフのアウトバーン A1号線のインターチェンジへ行くことができる。貨物鉄道路線（ディープホルツ - ズーリンゲン）がザムトゲマインデ内を通っており、ヴェッチェン、レーデン、バルファーに接している。この路線は地元の企業に利用されている。